# Endrosa artericaeformis
Endrosa artericaeformis là một loài bướm đêm thuộc phân họ Arctiinae, họ Erebidae.